# 류용현
류용현(1982년 8월 15일 ~ )은 대한민국의 개그맨이다.

## 출연 작품
- 웃찾사 (SBS)
- 개그투나잇 (SBS)